# Santa Cristina Gela
Santa Cristina Gela (Sëndahstina in arbëresh) è un comune italiano di 995 abitanti della città metropolitana di Palermo in Sicilia. Sorge su un colle a 674 metri s.l.m., a 25 km da Palermo, nelle vicinanze del lago di Piana degli Albanesi.
Il comune, insieme a Contessa Entellina e Piana degli Albanesi, fa parte delle comunità albanesi di Sicilia (arbëreshët e Siçilisë) dove ancora si parla l'albanese (arbëreshe), distinguendosi per l'identità culturale, i costumi e le tradizioni patrie. È il più piccolo nonché nuovo centro albanese dell'isola, fondato sul finire del XVII secolo da coloni provenienti dalla vicina Piana degli Albanesi (Hora), da cui dista circa 3 km. 
Dal punto di vista religioso, appartiene all’Eparchia di Piana degli Albanesi, seppure il rito bizantino è osservato solo in alcune occasioni. I suoi abitanti chiamano se stessi arbëreshë, ossia italo-albanesi. 
L'amministrazione comunale utilizza nei documenti ufficiali e nella segnaletica stradale anche la lingua albanese, ai sensi della vigente legislazione che tutela le minoranze etno-linguistiche. Il piccolo comune montano appartiene all'Unione dei Comuni Albanesi di Sicilia "Besa" (Lidhja e Bashkivet "Besa"). Le attività economiche prevalenti sono il terziario, l'agricoltura e la pastorizia.

## Geografia fisica

### Orografia
È circondata da una corona di vette di notevole altitudine. Partendo da occidente e proseguendo verso est, nella zona di Piana degli Albanesi, troviamo il monte Pizzuta (1333 m), il monte Kumeta (1233 m) ed il monte Maganoce (alb. Maghanuçi), dalla caratteristica forma arrotondata. A seguire, troviamo il monte Giuhà (Xhuhà), il monte Leardo (1016 m), il massiccio della Rossella (1064 m) e di Turdiepi ed infine il Pizzo Parrino / Maja e Priftit (977 m). A nord del comune, invece, vi sono dei rilievi di modesta altitudine (800 m), che si saldano poi con i monti di Palermo. Il paesaggio che ne risulta è di tipo appenninico, ricco di castagneti e boschi di querce, lecci e sugheri.
Le principali cime del territorio di Santa Cristina Gela sono:
- Sbanduti (861 m)
- Guri i Busheshit / Cozzo Buscesci (827 m)
- Rahji i Çarameles (806 m)
- Rahji i Boshit (741 m)
- Karriu (724 m)
- Guri i Korbit / Rocca del Corvo (689m m)
- Skupiteri (619 m)
- Mali i Qanetit / Montagna di Pianetto
- Mali i Durdjepit / Montagna di Turdiepi
- Voshku i Fifiut
- Rahji i Shportes / Poggio della Sporta o di Shporta

### Idrografia
Nel territorio i corsi d'acqua presentano carattere torrentizio con grosse portate d'inverno, modeste in primavera, nulle in estate. Essenzialmente si tratta del torrente Gropa e Mollës (Zotta (valle) del Pomo)/Mazzola, tributario dell'Eleuterio, del torrente Maganoce, e del Belice Destro. Quest'ultimo negli anni venti del XX secolo è stato sbarrato con una diga artificiale, alla gola tra i monti Kumeta e Maganoce, dalla tipica forma ad imbuto da cui prende il nome albanese/arbërisht Honi (abisso, imbuto). Lo sbarramento ha generato il bacino montano di Piana degli Albanesi, il cui impluvio ricade, in parte, nel territorio di Santa Cristina Gela. Oltre la funzione idroelettrica iniziale, attualmente il lago contribuisce a rendere suggestiva l'oasi naturalistica locale del WWF.

## Origini del nome
Denominata solamente Santa Cristina, dall'omonimo feudo in cui essa sorse, per evitare omonimie le venne aggiunto nel 1818 — quando divenne comune — l'appellativo di "Gela", collegato alla famiglia dei Naselli, duchi di Gela, che ne ebbero in enfiteusi il territorio nel 1747 e ottennero la licenza di popolare sfruttando la "paolina" ecclesiastica.
Nel 1990, su delibera consiliare, a seguito ed esempio dei comuni albanesi di Calabria, si è proposto di cambiare il nome comunale in un più appropriato "Santa Cristina Albanese". In lingua albanese (arbërisht) è denominata Sëndahstinë/Sëndahstina.

## Storia
Santa Cristina sorse il 31 maggio 1691, data in cui il feudo omonimo fu concesso in enfiteusi a 82 agricoltori arbëreshë provenienti da Piana degli Albanesi che, onde evitare i continui spostamenti per i lavori dei campi, decisero di colonizzare la zona, già di loro influenza. Si trattava di un insediamento a carattere stagionale, che assegnava ai contadini albanesi le terre del fondaco, ivi compresa una chiesetta in cui officiare il proprio rito bizantino.
Il feudo di Santa Cristina, nuovo nome della più antica "Terra di Costantino" menzionata nel Rollo di Monreale (1182), fu donato dal Conte Ruggero dei Normanni all'Arcivescovo di Palermo, a cui gli albanesi dovettero rivolgersi. Essi si stabilirono su un insediamento rurale (masseria o bicocca) preesistente, tipica del periodo medievale e probabile della dominazione araba in Sicilia. Tale nucleo originario, l'antico baglio, con successivi apporti, è ancora leggibile in piazza Umberto I, mentre l'adiacente piazza Mariano Polizzi, attuale piazza principale, in antico costituiva il màrcato, lo stazzo per gli armenti.
Tuttavia la reale fondazione di Santa Cristina, dell'Erranteria del Salice e del Pianetto, va ricondotta al 1747, anno da cui si ha documentata traccia della effettiva presenza e del consolidamento del nucleo abitativo arbëresh e di una nuova concessione enfiteutica accorpata a favore dei Naselli, Duchi di Gela, che vi esercitarono la signoria baronale sino all'abolizione del sistema feudale in Sicilia (1812).
Gli abitanti di Santa Cristina portarono con sé la lingua, gli usi ed i costumi dei propri avi albanesi stanziatisi in Piana degli Albanesi, nonché il rito bizantino-greco gelosamente conservato della comunità arbëreshe.
Con la riforma borbonica del 1817 cessa la signoria dei Gela e nasce il Comune (1 gennaio 1818). Nel 1818, con Legge Organica del Regno delle Due Sicilie estesa ai domini borbonici "ultra Farum", da "frazione" di Piana degli Albanesi diviene a tutti gli effetti Comune, e continua a denominarsi Santa Cristina. Il nome odierno "Santa Cristina Gela", richiamando l'eponimo dei Naselli fondatori, viene sanzionato dopo l'unità d'Italia al fine di evitare le molte omonimie riscontrate nel territorio del nuovo Regno d'Italia.
L'atto di concessione enfiteutica ai Gela, per le particolari clausole in esso contenute, costituiva "licenzia populandi", talché seguirono i "bandi di popolazione", cui risposero gli abitanti delle terre viciniori: Piana degli Albanesi in particolare e in parte Altofonte, questi in buona parte integrati al contesto locale. Ne risultò una comunità mistilingue e mistireligiosa, dove in ogni modo prevalse la parlata albanese e si conservò per oltre un secolo il "rito greco" della maggioranza, oltre a usi e costumi degli avi albanesi. Essi continuano così a mantenere la loro particolarità etnico-linguistica e religiosa, quest'ultima fino alla seconda metà del XIX secolo.
Fino al 1840, come risulta dai registri parrocchiali, la maggior parte dei fedeli di Santa Cristina seguiva il "rito greco"; i pochi latini forestieri erano assistiti da un loro cappellano che vi si recava saltuariamente, servendosi dell’unica chiesa officiata dai greci. In quel tempo, però, l’arciprete Papàs Gaetano Arcoleo, padre del celebre oftalmologo Giuseppe Arcoleo il cui ricordo è affidato ad una lapide marmorea all'interno della chiesa Madre, per motivi di carattere strettamente personale (si narra di un mancato supporto agli studi del figlio del papàs da parte del clero per entrare nel Seminario Italo-Albanese di Palermo), passò volutamente al rito latino. Con lui, gradualmente, alcune famiglie di Santa Cristina cominciarono a seguire il rito romano, con il tracollo locale del rito greco-bizantino.
I rapporti con Piana degli Albanesi, in quanto "città madre", sono in genere buoni, ma non sono mancati in passato screzi dovuti alla perimetrazione dei rispettivi territori comunali nel 1842. In verità, Santa Cristina Gela si è sempre sentita legata a Piana degli Albanesi, come dal suo più connaturale centro maggiore, a motivo della sua origine, per la tradizione linguistica e le comuni costumanze arbëreshë, cui si aggiunge, dal 1937, la medesima appartenenza all'Eparchia bizantina Italo-Albanese di Sicilia.
Ciò di fatto non ha precluso, durante gli anni, l'officiarsi di cerimonie liturgiche in rito bizantino secondo l'uso antico, in lingua albanese o greca, in occasione delle visite pastorali dell'eparca, le quali, in genere, avvengono il 24 luglio, giorno in cui si celebra la festa in onore della santa patrona.
Su proposta di alcuni attenti fedeli parrocchiani, tra il 1990 e il 1995, si è cercato di riportare la chiesa maggiore all'ufficiatura della divina liturgia, secondo il rito bizantino originario di Santa Cristina. Sfumato l'intento della possibile occasione bi-rituale, sacerdoti dell'eparchia, come l'intellettuale Papàs Gjergji Schirò, si occuparono fermamente delle traduzioni in albanese della messa latina e dei riti romani, ma queste non vollero esser a suo tempo adottate, di fatto, dai parroci succedutisi.

## Monumenti e luoghi d'interesse

### Architetture religiose
Chiesa maggiore di Santa Cristina (XVIII secolo)

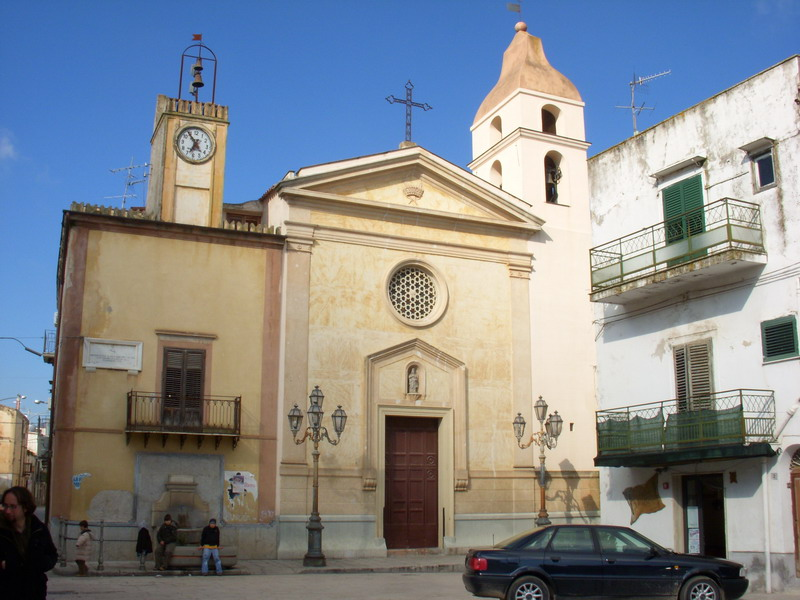
Chiesa maggiore di Santa Cristina

Sino il finire dell'800 fu officiata la divina liturgia secondo il rito bizantino, o "rito greco", degli albanesi. Non sono mancati in quegli anni problemi e screzi tra "latini" e "greci". Seppure oggi di rito latino, in alcuni momenti particolari viene seguito nuovamente il rito bizantino con la celebrazione solenne dei papàs e presieduta del vescovo dell'Eparchia: per la festa patronale di S. Cristina e per le processioni di San Giorgio Megalomartire, a cui gli albanesi fondatori del centro - insieme alla SS. Maria Odigitria - erano molto devoti.
Fu edificata nel 1815, nel luogo stesso in cui sorgeva l’antica chiesa fondata dai primi coloni albanesi. La chiesa divenne ben presto un elemento distinguibile nella maglia urbana del paese, soprattutto per la sua grandezza canonica.
Lo stile semplice della facciata riprende l'uso dell'ordine classico, anche se ciò avviene solo per ragioni decorative e non strutturali. Si può notare, infatti, che tutto il disegno della facciata viene fuori dal trattamento degli intonaci. L'alto basamento viene interrotto dal portone centrale che è segnato da due grosse comici in gesso; due lesene laterali sono sormontate dai rispettivi capitelli - troppo piccoli per sostenere la grossa trabeazione - che chiude il tutto inscrivendo un rettangolo.
Nella parte centrale della facciata si trova il portale in legno al di sopra del quale vi è una piccola nicchia, dov'è posta la statua raffigurante Santa Cristina. Il portale e la statua fanno parte di un unico disegno all'interno della cornice che li circonda, il tutto è sormontato da un rosone. Nella parte superiore, a differenza della parte inferiore della facciata, il disegno nasconde un problema strutturale: infatti, le capriate in legno che sostengono il tetto, vengono nascoste dal grande timpano, al centro del quale si è posto una corona con due palme, simbolo della regalità e del martirio della Santa. Dipinti in stile bizantino dell'iconografo italo-albanese Zef Barone adornano l'interno. Notevole è la statua lignea policroma settecentesca di San Giuseppe e il Bambino su un altare laterale dello scultore Salvatore Bagnasco.
Il campanile posto sul lato destro non si integra con il resto della facciata se non fosse per il disegno del basamento, che continua per tutta la larghezza del campanile e sembra sostenerlo.

### Architetture civili

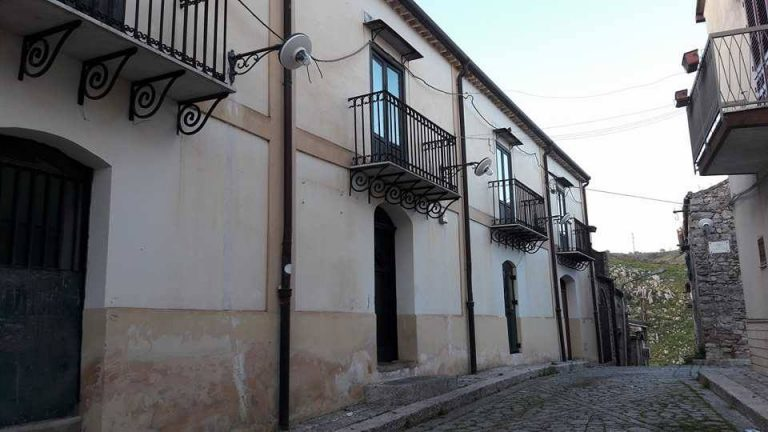
Palazzo Musacchia

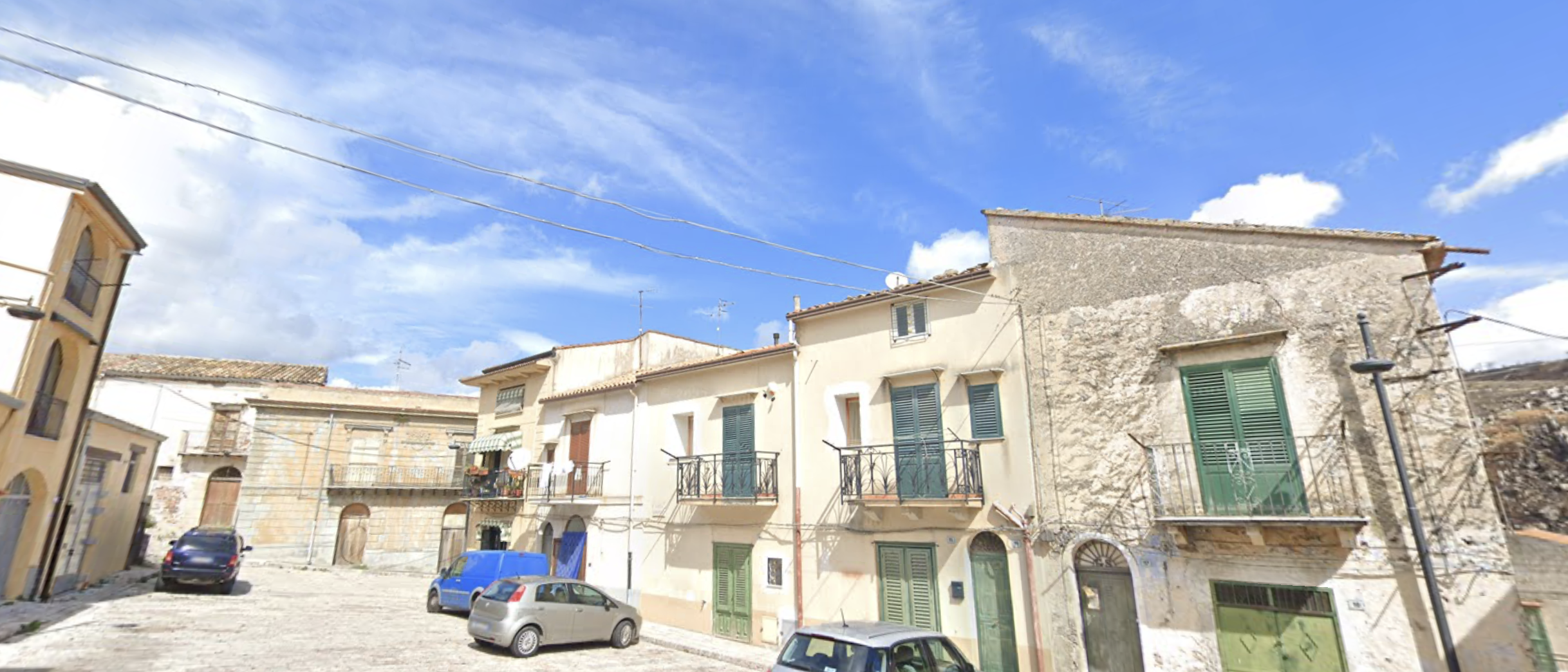
L'antica piazza, oggi Piazza Umberto I

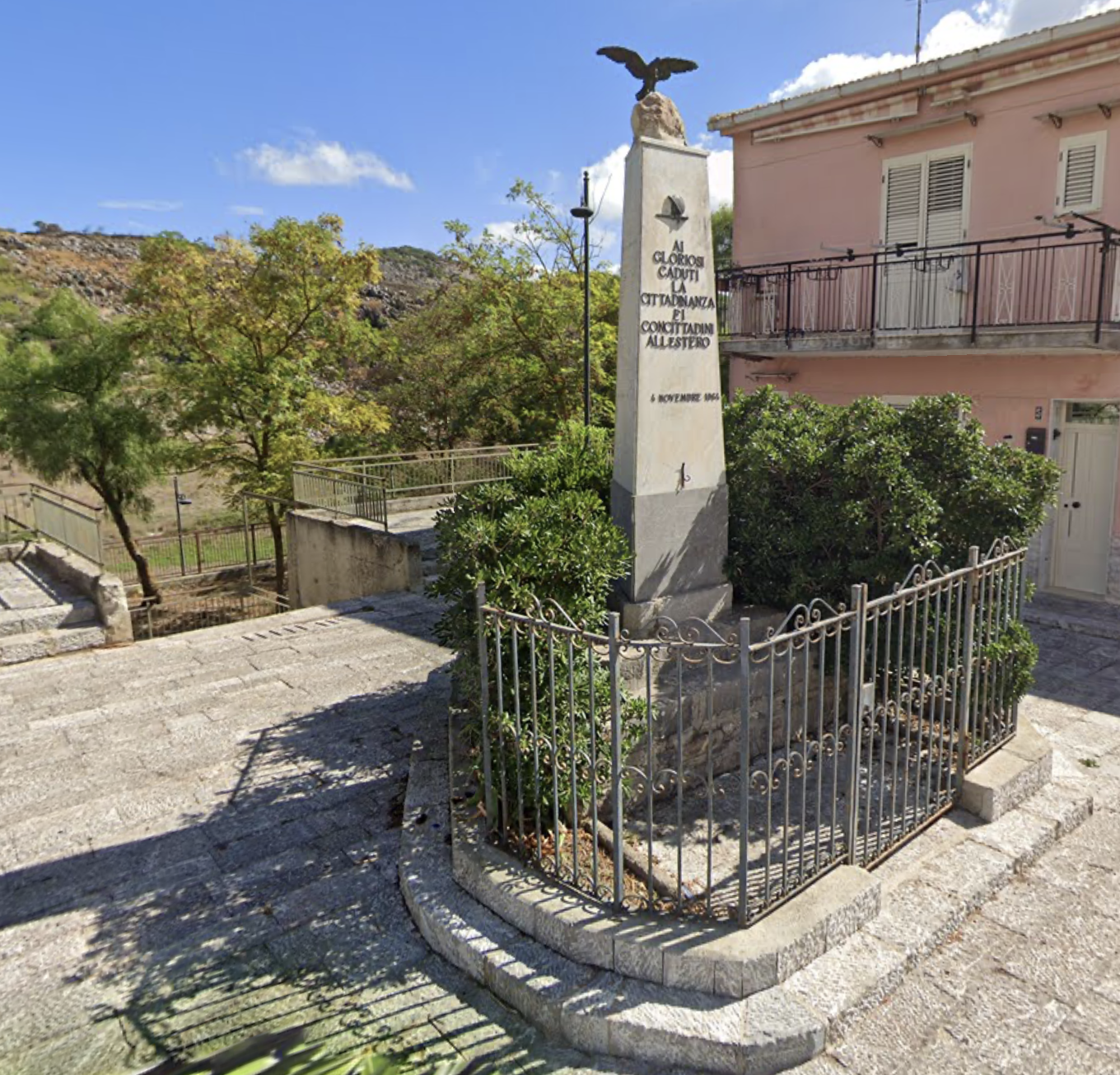
Monumento ai caduti delle Guerre mondiali

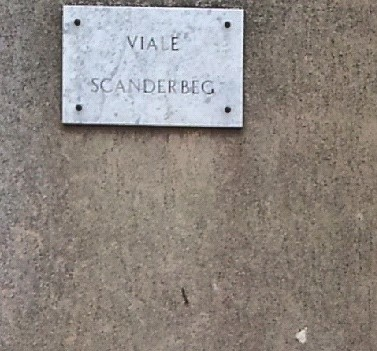
Viale Scanderbeg

Signorile abitazione dell'800 e appartenente alla famiglia albanese dei Muzaka, proveniente da Piana degli Albanesi, fu già sede ideale del Municipio di Santa Cristina Gela. È stata dichiarata di interesse storico e recentemente restaurata. Costruzione sobria a due piani fuori terra, la partitura della facciata su largo Musacchia è semplice, composta da quattro portoni con archi a tutto sesto e, in corrispondenza, di quattro balconcini nel piano superiore, ed è scandita ritmicamente in verticale dai pluviali di colore grigio, mentre in orizzontale è racchiusa da una cornice formata dai gocciolatoi delle tegole. Nella parte inferiore dell’isolato sopra la casa magaseno e a continuazione delle case Musacchia vi è una piccola terrazza con ringhiere e colonnine in muratura da cui si gode il campestre paesaggio. Attualmente ospita la biblioteca comunale ed è la sede di eventi culturali.

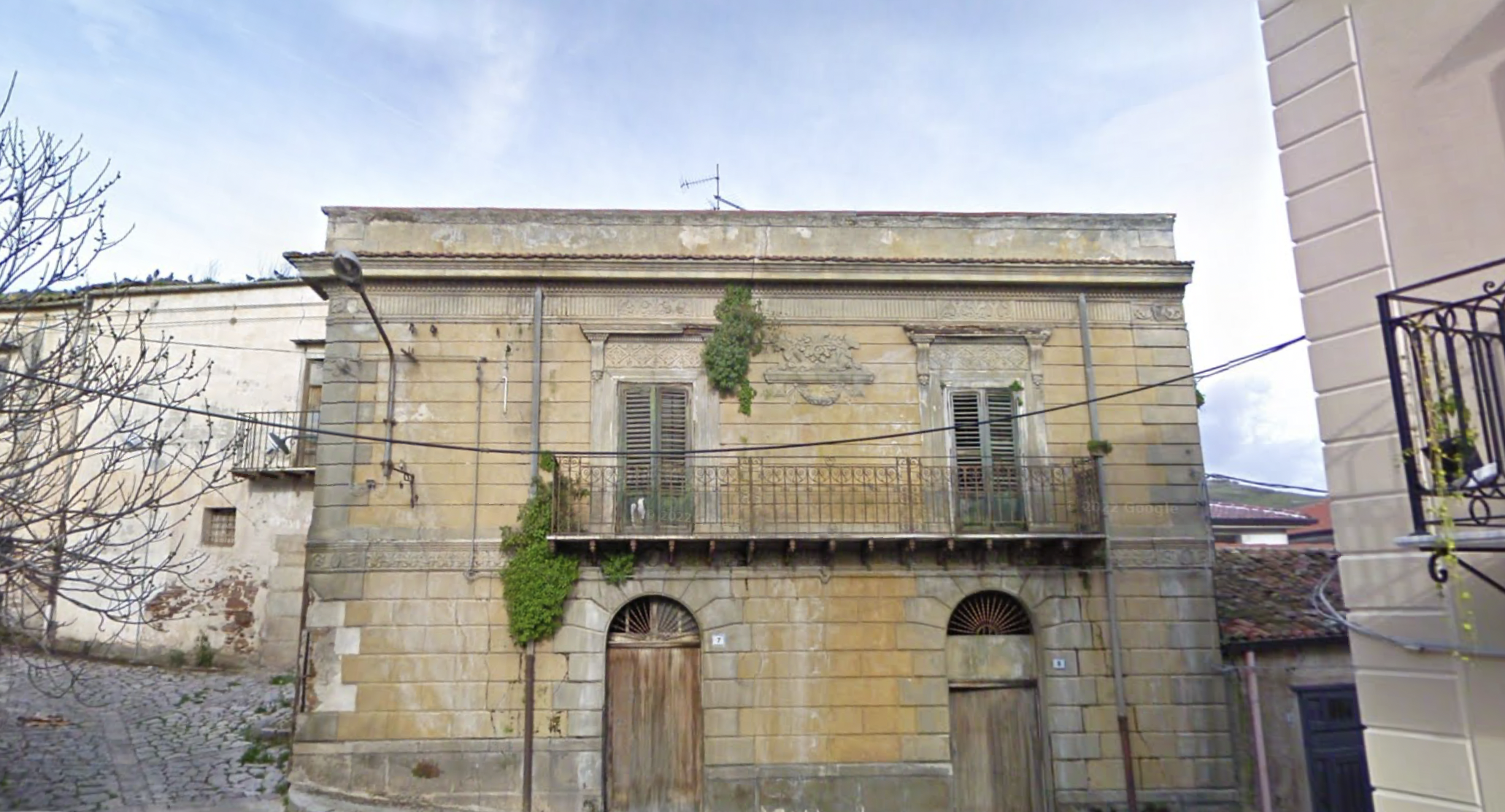
Palazzo Palermo
Le decorazioni sulla facciata principale evidenziano le ricchezze dei conti di Gela, nota famiglia feudataria. Il palazzo, a due elevazioni, è in perfetto stile Liberty, con un elegante balcone in ferro battuto. Dal 1940 l’edificio appartiene alla famiglia Palermo.
L'ex edificio comunale
Accanto alla Chiesa Maggiore, a completamento dell’isolato, fu costruito l’edificio del Municipio; il suo stile semplice si uniforma a quello della chiesa. Si tratta di una costruzione a due piani racchiusi da una cornice a smerli. Nella facciata principale, prospiciente alla piazza Mariano Polizzi, vi era la porta principale - oggi chiusa da una fontana - sopra la quale vi è un balconcino con i sotto balconi in ferro battuto. Nella parte superiore l’orlatura a smerli è interrotta dalla torre dell’orologio con banderuola, che dà una certa verticalità al tutto.
Fontana in pietra locale in piazza
Presso l'ex edificio comunale, nella piazza centrale. Un tempo luoghi sociali che andavano oltre la propria funzionalità (essenziali per l'approvvigionamento delle famiglie e dei contadini in transito, che vi abbeveravano i propri animali) le fontane di Santa Cristina Gela sono divenute ornamento dell'arredo urbano e testimonianza di una civiltà contadina della quale si sta gradualmente perdendo la memoria. Il loro recupero è stato segno della volontà di evidenziare e valorizzare le radici di una cultura albanese contadina travolta dalla modernità.

## Società

### Evoluzione demografica
Abitanti censiti

### Lingue e dialetti

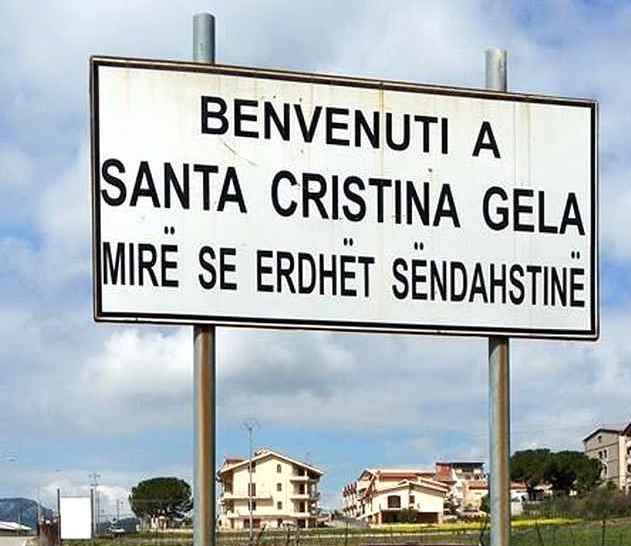
Cartello bilingue (italiano - albanese)

La parlata albanese (arbëresh) di Santa Cristina Gela è del tutto simile, dal punto di vista lessicale e fonetico, a quella di Piana degli Albanesi, data la provenienza dei primi abitanti nonché fondatori del nucleo abitativo di Santa Cristina. Nonostante la vicinanza (dista 4 km) e la continua osmosi tra le due comunità, la lingua albanese di Santa Cristina ha mantenuto e/o evoluto delle proprie peculiarità, alcune delle quali elencate di seguito.
- Santa Cristina: "arà" - Piana degli Albanesi: "o/ëj". "Arà" deriva dalla perifrasi "àra ë" (così è), calco dal siciliano "ora si'". L'avverbio "arà" si ipotizza derivi dal greco-bizantino άρα/àra con il significato di "certo, quindi, dunque".
- La prima persona plurale del presente indicativo, che in alcuni verbi nella parlata di Piana degli Albanesi termina in "-jëm", nella parlata di Santa Cristina termina semplicemente in "-ëm": a Santa Cristina si ha "shohëm" (noi vediamo) e a Piana degli Albanesi si ha "shohjëm", così pure "flasëm" per "flasjëm" (noi parliamo), "presëm" per "presjëm" (noi aspettiamo/tagliamo), e così via.
- Il costrutto "fare + verbo infinito" si forma con l'ausiliare potere (mënd) e non con il verbo fare (bënj) come nella parlata di Piana degli Albanesi: si ha pertanto "mënd e më shkosh" (fammi passare) invece di "bëjëm të shkonj", "mënd e më çelsh" (fammi accendere) al posto di "bëjëm të çel".

A differenza di Piana degli Albanesi l'ape (mizare) si chiama arxë; i vestiti (mbrojët) dal verbo "mbronj" (proteggere) più che veshje o pethka col significato di "indumenti sono meno in uso a S. Cristina Gela e più diffusi a Piana degli Albanesi. "Mbrojtë" in albanese letterale significa "difesa", quindi inteso i vestiti che proteggono.

### Religione

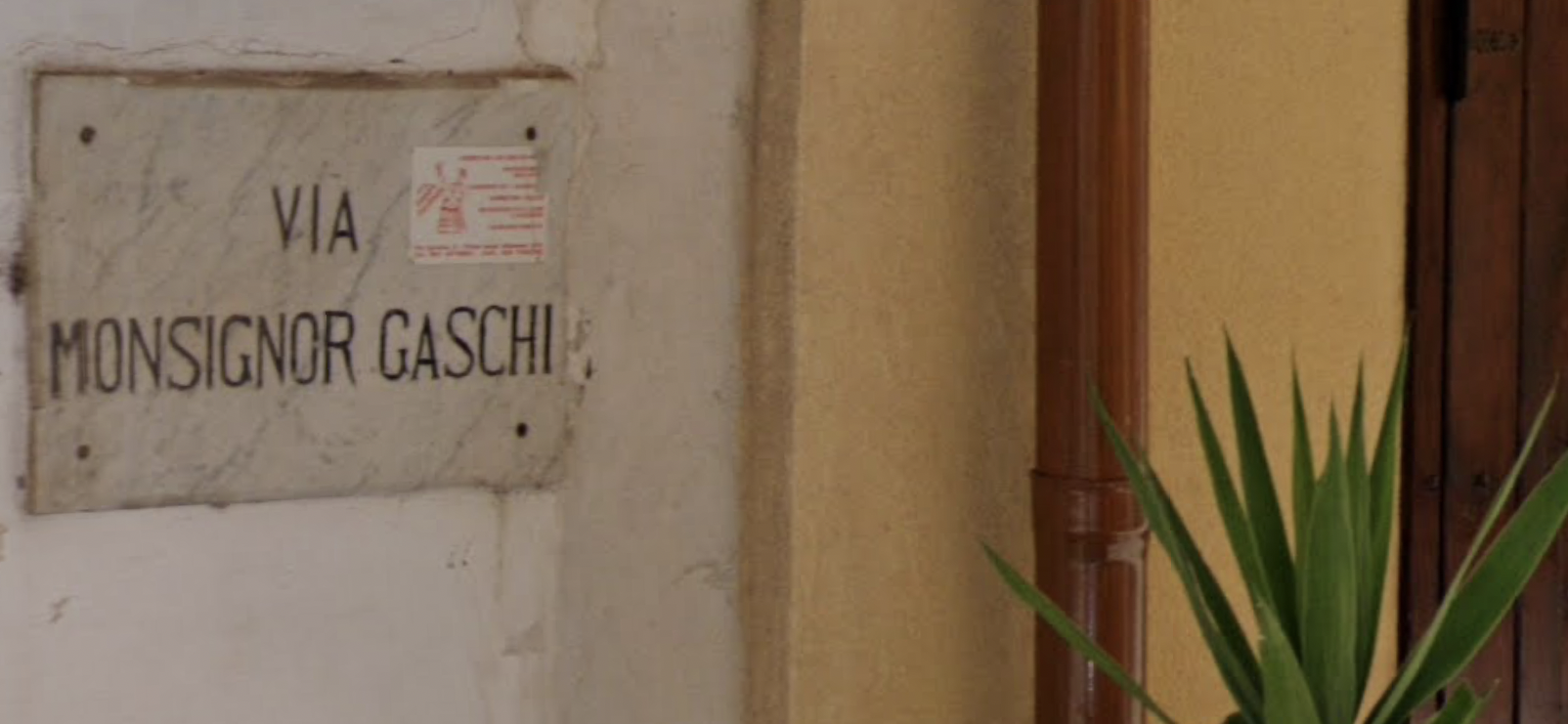
Via Mons. Zef Gashi

Santa Cristina Gela, che possiede una sola chiesa e parrocchia, oggi professa il cattolicesimo secondo il rito latino. Sino a fine Ottocento però era praticato ancora il rito greco (greco-cattolico o rito bizantino) tipico degli albanesi. Per motivi strettamente personali però il rito greco cadde e si passo a quello romano, con la popolazione "greca" (ovvero italo-albanese) che dovette adattarsi con iniziale avversione.
Pur in periodo di tracollo rituale, Santa Cristina Gela ha saputo donare non pochi religiosi di rito bizantino alla Chiesa Italo-Albanese. Fra questi si può menzionare Fra' Giacomo Benigno O.S.B.M. † (1937 - 21 giugno 2012), monaco basiliano del Monastero Esarchico di Grottaferrata.

### Tradizioni e folclore
Kalivari (Carnevale): nei giorni seguenti l'Epifania sino al martedì grasso. Durante questo periodo i giovani vestiti in maschera giravano per le vie del paese e si fermavano di tanto in tanto a ballare presso le case di cittadini che si mettevano a disposizione i locali. Tale usanza è oramai andata in disuso.
Shën Jusepi (San Giuseppe): il 19 marzo si prepara il Pane di San Giuseppe (buka e Sunjusepit), pane di varie forme decorate con una glassa bianca in superficie ed un rametto di rosmarino. Il pane, preparato dalle famiglie che ne hanno fatto promessa al Santo (ja kanë taksur), viene distribuito, dopo la benedizione del parroco, agli abitanti e agli ospiti esterni. La sera il simulacro del Santo viene portato in processione per le vie del paese. Ad organizzare la festa si occupa la congregazione di San Giuseppe, la più antica del paese, fondata alla fine del Settecento.
Kreshmët (la Quaresima): la sera del venerdì precedente la Settimana santa (Java e Madhe), cade la vigilia della resurrezione di Lazzaro, secondo il calendario della Chiesa Bizantina. I giovani sono soliti intonare per le vie del comune il "Canto di Lazzaro", una composizione poetica in albanese, risalente, come testo scritto, al sec. XVIII. Si tratta di un canto di questua secondo la classificazione etnografica corrente. Infatti, il canto si conclude con una strofa di richiesta di uova. Queste verranno colorate di rosso e distribuite la Domenica di Pasqua. Sempre il Venerdì santo (e Prëmtja e Madhe), viene intonato, con la stessa modalità, ma in siciliano il Canto della passione della Vergine. Nei giorni precedenti la Pasqua (Pashkët), venerdì e sabato, i ragazzini sono soliti invitare la popolazione a visitare il Cristo Morto in chiesa, scandendo "jecni te klisha se Krishti ë vdekur" e agitando "çokullat", tavolette di legno che emettono un suono a sostituzione delle campane, mute, të lidhura, in segno di lutto.
Pashkët (Pasqua): la liturgia pasquale segue la tradizione romana. Il giorno di Pasqua vengono preparate le uova rosse (vetë e kuqe) e i dolci di pastafrolla a forma di cestino con l'uovo rosso, panaret.
Shën Gjergji (San Giorgio): il Santo è molto venerato sebbene non vi sia una festa dedicata. Il legame con Piana degli Albanesi, mai interrotto nei secoli, si manifesta in questa occasione con un pellegrinaggio mattutino che da Santa Cristina giunge sino alla chiesa di San Giorgio in Piana degli Albanesi. Non rara la traslazione del simulacro del Santo Megalomartire da Piana degli Albanesi a Santa Cristina, dove si porta in processione per le vie del Paese.
Shën Mëria e Tajavisë (la Madonna di Tagliavia): in occasione di tale festività che ricorre tra maggio e giugno, in corrispondenza dell'Ascensione, gli abitanti si recano in pellegrinaggio presso il Santuario di Tagliavia che dista circa 15 km.
Shën Kristina (Santa Cristina): comunemente detto Sënda Hstina, la festa principale che ricorre il 24 luglio e si protrae per più giorni. Per tale ricorrenza il Vescovo dell'Eparchia visita la comunità e la celebrazione religiosa culmina con la processione del simulacro della Santa per le vie. La comunità organizza manifestazioni culturali, musica, spettacoli, sagre gastronomiche e fuochi d'artificio che chiudono i festeggiamenti.
Festa e të Vdekurit: la festa dei morti a Santa Cristina Gela si celebra il 2 novembre. Nota anche in albanese come "Festa e Fëmijavet" (la festa dei bambini). 
Makughata (l'Immacolata Concezione): festa religiosa dell'8 dicembre, animata dalle consorelle della Congregazione dell'Immacolata che, alla fine della processione della statua, organizzano un celebre sorteggio a cui partecipano tutte le iscritte. Per l'Immacolata, alla sera, è d'uso cenare con lo sfincione.
Krishtlindjet (Natale): comunemente detto anche Natallet, per il periodo natalizio ogni famiglia fa scorte dei tipici dolci noti in Sicilia come buccellati e nelle comunità arbëreshe con il nome di "të plotë", letteralmente "ripieni", riempiti di pasta di mandorle o marmellata di fichi.

## Cultura

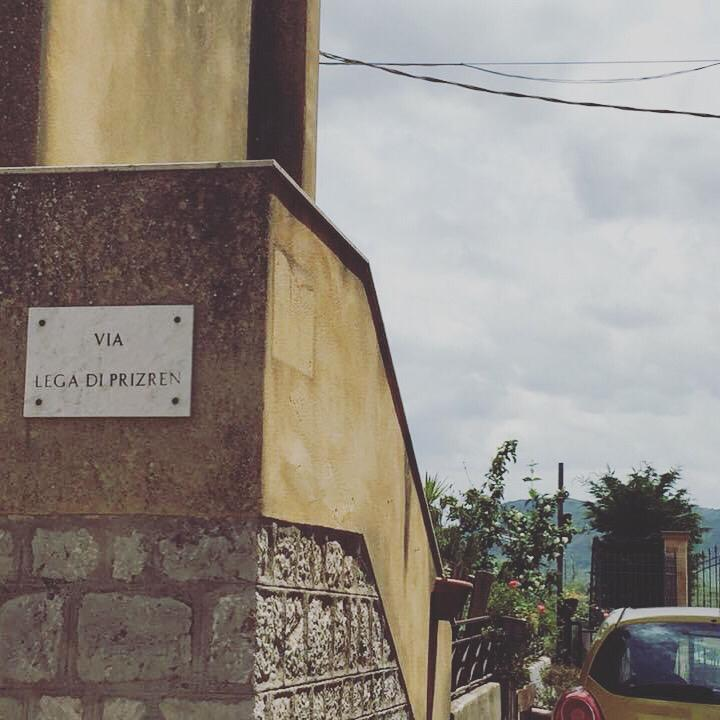
Via Lega di Prizren a Santa Cristina

Da Santa Cristina Gela si distinsero due personalità: Giuseppe Arcoleo (1825–1875), figlio di Papàs Gaetano, ultimo sacerdote di rito bizantino-greco, medico oftalmico e direttore della Clinica Oculistica dell'Università di Palermo, che fu riconosciuto "per invenzioni e trattati rese più chiaro il nome Italiano e la Sicilia presso le Imperiali e Reali Accademie di Austria, Francia a Prussia"; Francesco Musacchia (1852–1931), discendente della famiglia Muzaka e fondatore della Lega Nazionale Albanese (1902), poi Lega Italo-Albanese di Palermo, che diede un singolare contributo presso le cancellerie degli stati europei a favore del movimento per l'indipendenza dell'Albania dall'Impero ottomano. Nei tempi attuali Giuseppe (Zef) Chiaramonte Musacchia (1946–2024), bibliotecario e albanologo, ha operato in diversi modi per la comunità albanese di Sicilia, interessandosi in particolare per la causa d'indipendenza del Cossovo.

### Istruzione

#### Biblioteche
La Biblioteca Comunale “Francesco Musacchia” è istituita presso il Palazzo Musacchia, di proprietà comunale di Santa Cristina Gela, tra largo Musacchia e Viale Giorgio Castriota Scanderberg.

## Geografia antropica

### Feudi
Lo Stato baronale di Santa Cristina nasce dall'unione di due feudi (Santa Cristina con l'Erranteria del Salice e Pianetto), concessi in enfiteusi perpetua alla famiglia Naselli, duchi di Gela, dall'Arcivescovo di Palermo, nel 1747. Dopo l'abolizione del sistema feudale in Sicilia (1812) e la nascita del Comune borbonico (1818), il territorio si completa con l'aggiunta dell'ex feudo di Turdiepi, della Massariotta e di parte dello Scanzano. Capoluogo dello Stato, prima, e del Comune, poi, fu la zona urbana di Santa Cristina, che inglobò un'antica "bicocca".

### Toponimi albanesi nel territorio

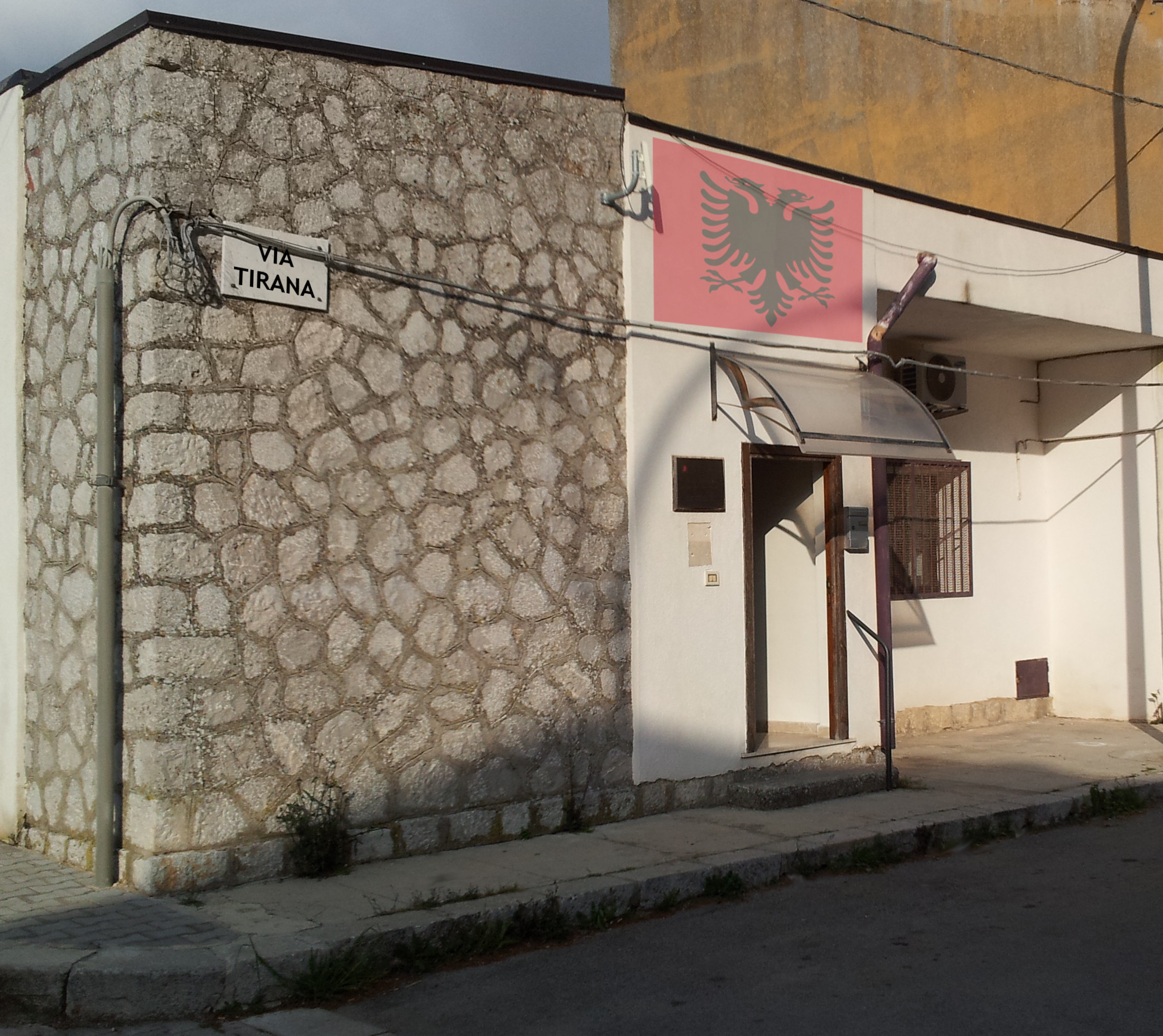
La sede locale dell'Unione dei Comuni Albanesi di Sicilia "BESA" in Via Tirana

L'antica presenza arbëreshe ci viene tutt'oggi testimoniata dalla toponomastica rurale che, a parte alcuni macrotoponimi di origine araba, nei microtoponimi risulta quasi del tutto albanese.
- Rehjet, poggi
- Rahji i Shportës, Poggio della sporta o di Shporta (famiglia albanese immigrata)
- Gharmisantrat, L'anime sante
- Guri i Korbit, pietra o rocca del corvo
- Gropa e Mollës, sic. Zotta (valle) del Pomo
- Fusha e Kollës, sic. Piano di Cola
- Nin-madhi, Nino il grande
- Lëmi i Gharajës, aia di Garaia (famiglia Schirò)[14]

## Economia
Oggi Santa Cristina si presenta come un piccolo centro vicino a Piana degli Albanesi e a ridosso della fascia urbana di Palermo. La sua economia è basata principalmente sul terziario, sul piccolo artigianato, sull'agricoltura e la zootecnia.
Un importante settore dell'economia locale è la produzione e commercializzazione di prodotti agro-alimentari. Tra i principali ricordiamo: il pane (albanese: bukë -a), di semola di grano duro, cotto a legna, il vino (verë -a), l'olio d'oliva (vaj ulliri), i prodotti caseari: ricotta (gjizë -a), formaggio pecorino (udhos delje), caciocavallo (kaskaval -i).
Rinomata anche la pasticceria e la produzione dolciaria: i cannoli (kanojët) e le sfince di San Giuseppe (shfinçet) con ricotta. L'allevamento locale di bovini ed ovini fornisce carni (misht) di ottima qualità; particolarmente apprezzata la salsiccia (likënkë -a) con i semi di finocchio.

## Infrastrutture e trasporti
Il Comune è interessato dalle seguenti direttrici stradali:

### Mobilità urbana
I trasporti interurbani di Santa Cristina Gela, collegata da questi a Piana degli Albanesi, vengono svolti con autoservizi di linea gestiti dalla società Prestia e Comandè.

## Amministrazione
Di seguito è presentata una tabella relativa alle amministrazioni che si sono succedute in questo comune.
| Periodo          | Periodo         | Primo cittadino       | Partito              | Carica  | Note   |
| ---------------- | --------------- | --------------------- | -------------------- | ------- | ------ |
| 16 luglio 1987   | 23 giugno 1992  | Salvatore Cucciarrè   | Democrazia Cristiana | Sindaco | [ 16 ] |
| 23 giugno 1992   | 16 ottobre 1995 | Giuseppe Benito Rocca | Democrazia Cristiana | Sindaco | [ 16 ] |
| 1 luglio 1996    | 23 marzo 1998   | Giuseppe Rocca        | lista civica         | Sindaco | [ 16 ] |
| 30 novembre 1998 | 17 aprile 2000  | Giuseppe Cangialosi   | lista civica         | Sindaco | [ 16 ] |
| 17 aprile 2000   | 17 maggio 2005  | Giuseppe Cangialosi   | lista civica         | Sindaco | [ 16 ] |
| 17 maggio 2005   | 31 maggio 2010  | Giuseppe Cangialosi   | lista civica         | Sindaco | [ 16 ] |
| 31 maggio 2010   | 31 maggio 2015  | Massimo Diano         | lista civica         | Sindaco | [ 16 ] |
| 1 giugno 2015    | 5 ottobre 2020  | Massimo Diano         | lista civica         | Sindaco | [ 16 ] |
| 5 ottobre 2020   | in carica       | Giuseppe Cangialosi   | lista civica         | Sindaco | [ 16 ] |